# 勇者莱汀
《勇者萊汀》是日本教育電視台（現在的朝日電視台）在1975年4月4日到1976年3月26日於星期五19:00放送30分鐘總共50集的電視動畫 。
本作有兩部後繼形式作品，分別為1996年放映的《超者萊汀》和2007年放映的《REIDEEN》。

## 簡介
一萬兩千年前襲擊姆帝國的妖魔帝國為了實現惡魔的時代而從長眠中蘇醒，同時世界各地發生不明的大地震。繼承了古代姆帝國血統的響洸（ひびき洸），在地震後受到神秘聲音的指引，搭乘上姆帝國傾全國之力造出的對妖魔帝國守護神「萊汀」，在與化石獸、王子沙金對抗的過程中，逐漸解開自己的出生、姆帝國以及萊汀之謎。

## 登場人物

### 地面人
響 洸（Akira Hibiki，聲優：神谷明）
櫻野 真理（Mari Sakurano，聲優：高坂真琴、柴田清子（第31話以後））
神宮寺 力（Riki Jinguuji，聲優：井上真樹夫）
荒磯 丹（Dan Araiso，聲優：山下啓介）
明日香 麗（Rei Asuka，聲優：江川菜子）
猿丸 太郎（Tarou Sarumaru，聲優：西川幾雄）
東山 大三郎（Daisaburou Higashiyama，聲優：木原正二郎）
響 玲子＝莉夢娜（Reiko Hibiki，聲優：日比野美佐子）
響 一郎（Reiko Ichiro，聲優：村越伊知郎）

### 妖魔帝国
王子沙金（Prince Sharkin，聲優：市川治）
阿加魯將軍（Agyaru，聲優：相模太郎）
達魯坦提督（Daldan，聲優：仁内達之）
祭祀官貝羅斯丹（Berostan，聲優：肝付兼太）
巴拉奧（Barao，聲優：瀧口順平）
豪雷巨烈（聲優：加藤精三）
激怒巨烈（聲優：飯塚昭三）

## 登場機器
萊汀
Sparcar
人面岩
布魯格
スピットファイター
Mutoro Police
保爾達

## 主題曲
片頭曲
- 「勇者ライディーン」

歌：子門真人、哥倫比亞搖籠會
片尾曲
- 「おれは洸だ」

歌：子門真人、哥倫比亞搖籠會
插入曲、印象曲
- 「バラオが笑う」 / 歌：蟋蟀'73
- 「戦え! ライディーン」 / 歌：子門真人
- 「行こうよ洸」 / 歌：子門真人、堀江美都子
- 「女の子だもの」 / 歌：大杉久美子
- 「コープランダー隊歌」 / 歌：蟋蟀'73
- 「進め天下のレッド団」 / 歌：蟋蟀'73
- 「神と悪魔」 / 歌：子門真人
- 「飛べ! ゴッドバード」 / 歌：子門真人
- 「海よ」 / 歌：子門真人

## 各話一覽
| 話數 | 標題                       | 脚本     | 分鏡       |
| ---- | -------------------------- | -------- | ---------- |
| 1    | 大魔竜ガンテ               | 五武冬史 | 富野喜幸   |
| 2    | 化石巨獣バストドン         | 山本優   | 安彦良和   |
| 3    | 鋼鉄獣ガーダ               | 五武冬史 | 瀨田強     |
| 4    | 大マドン東京全滅           | 山本優   | 奧田誠治   |
| 5    | 強襲!超音獣ビイラ          | 五武冬史 | 高橋資祐   |
| 6    | 奪回!巨大トータスの人質    | 吉田喜昭 | 瀨田強     |
| 7    | 分裂獣スカールを砕け!      | 辻真先   | 高橋資祐   |
| 8    | 逆襲!双頭魔獣シバ          | 伊上勝   | 高橋資祐   |
| 9    | 恐怖!マンモーの冷凍作戦    | 伊上勝   | 瀨田強     |
| 10   | 対決!化石人ジャガーの恋    | 辻真先   | 安藤正信   |
| 11   | 殺し屋ギルディーンの陰謀   | 辻真先   | 泰泉寺博   |
| 12   | 火球獣アルガンドスの痛撃   | 伊上勝   | 高橋資祐   |
| 13   | 妖変美女シュラガの愛       | 高久進   | 瀨田強     |
| 14   | 暗闇魔獣ダアクルの洞窟     | 辻真先   | 安藤正信   |
| 15   | 宝石魔獣ダイヤンの復讐     | 辻真先   | 高橋資祐   |
| 16   | 海竜ドローズデンの地獄攻め | 高久進   | 富野喜幸   |
| 17   | 不死身ゴーレモンの悪魔裂き | 山本優   | 安藤正信   |
| 18   | 壮烈アギャール必殺の電撃   | 伊上勝   | 高橋資祐   |
| 19   | 巨獣ゴンガー魔腕の唸り     | 辻真先   | 安藤正信   |
| 20   | 残忍!悪魔提督ダルタン      | 伊上勝   | 瀨田強     |
| 21   | 強撃!翼獣ムチールの罠      | 辻真先   | 安藤正信   |
| 22   | 乱撃!魔鳥コンドルンの爪    | 高久進   | 安藤正信   |
| 23   | 妖刀鎌ギラーと轟撃モグロン | 伊上勝   | 富野喜幸   |
| 24   | 分身魔獣キバンゴの怪拳!    | 山本優   | 高橋資祐   |
| 25   | 灼熱獣モドロスの炎         | 伊上勝   | 安彦良和   |
| 26   | 妖獣ガメレーン地獄の大進撃 | 伊上勝   | 安彦良和   |
| 27   | シャーキン悪魔の闘い       | 伊上勝   | 安彦良和   |
| 28   | 地獄の巨烈獣大あばれ!      | 辻真先   | 高橋資祐   |
| 29   | 七つ目獣レーザルを叩け     | 辻真先   | 高橋和十八 |
| 30   | 怪力ガンマー脳天つぶし     | 五武冬史 | 斧谷稔     |
| 31   | 恐怖のテツダンさかさ落とし | 五武冬史 | 高橋資祐   |
| 32   | ドライガー心臓破り作戦     | 山本優   | 三家本泰美 |
| 33   | 破壊魔獣11の秘密           | 辻真先   | 高橋資祐   |
| 34   | ガルジャー謎の秘密兵器     | 古城武司 | 富澤雄三   |
| 35   | 熱火竜サラマンダーの炎     | 辻真先   | 高橋資祐   |
| 36   | 地獄の射手マダンガー       | 五武冬史 | 斧谷稔     |
| 37   | ザイクロン激突カーレース   | 山本優   | 安藤正信   |
| 38   | 再生魔獣ダングスを砕け!    | 古城武司 | 高橋和十八 |
| 39   | 怪鳥獣ギガールの爪         | 高久進   | 高橋資祐   |
| 40   | 黒い殺人鬼ジェットクロス   | 辻真先   | 安藤正信   |
| 41   | 強力合体獣ガードンの罠     | 五武冬史 | 高橋良輔   |
| 42   | サンドキラー恐怖の砂嵐     | 辻真先   | 高橋資祐   |
| 43   | 殺し屋合体獣シャーゴン     | 田口章一 | 安藤正信   |
| 44   | キバガーダ猛火攻め         | 古城武司 | 出崎哲     |
| 45   | 死神ギルモラー悪魔ばさみ   | 五武冬史 | 高橋資祐   |
| 46   | ガビローン魔の死刑台       | 辻真先   | 長濱忠夫   |
| 47   | 激怒巨烈地獄の叫び         | 高久進   | 斧谷稔     |
| 48   | 豪雷巨烈軍団の挑戦         | 田口章一 | 高橋資祐   |
| 49   | バラオ最後の賭け           | 山本優   | 安彦良和   |
| 50   | 輝け!不死身のライディーン  | 五武冬史 | 斧谷稔     |

## 關連項目
- 超者萊汀
- REIDEEN

## 外部連結
- TFC CHARACTERS NET 名作動畫作品 勇者萊汀（日語）
- 藤商事 CR勇者萊汀（日語）